# 왬!
왬(영어: Wham!)은 1981년 결성된 영국의 팝 듀오이다. 조지 마이클과 앤드루 리즐리를 중심으로 구성되었으며, 최고 히트곡으로 알려진 〈Wake Me Up Before You Go-Go〉, 〈Careless Whisper〉 등이 수록된 《Make It Big》이 대표 앨범으로 꼽힌다.

## 역사
1982년 앨범 《Fantastic》으로 데뷔했다. 이 앨범은 왬!의 첫 번째 정상을 차지한 작품이었지만, 이 때까지만 하더라도 이들의 영향력은 국내에 머물러 있었다.
1984년 2집 《Make It Big》을 발표하면서 비로소 세계에 이름을 알리게 되는데, 〈Wake Me Up Before You Go-Go〉, 〈Everything She Wants〉, 〈Freedom〉, 〈Careless Whisper〉가 잇따라 히트하며 명성을 얻는다. 그러나 역설적으로 이들의 최고 히트곡으로 기억되는 〈Careless Whisper〉는 프론트맨 조지 마이클의 단독 작품이었는데, 이로써 그들은 심각한 균열 양상을 보이게 된다.
이후 발표한 〈I'm Your Man〉, 〈Where Did Your Heart Go?〉, 〈Last Christmas〉가 좋은 반응을 얻었지만, 1985년 3집 앨범 《Music from the Edge of Heaven》을 끝으로 해체를 결정하였으며 2년 후 솔로로 데뷔한 조지 마이클은 2,000만 장 이상의 판매고를 기록한 솔로 데뷔 앨범 《Faith》를 통해 부동의 스타로 거듭나게 된다.
앤드루 리즐리는 현재 가수, 영화 배우 및 환경 운동가로 활동 중이며, 왬!은 1991년 일시적인 재결성 공연을 한 바 있다.

## 정규 앨범
별도의 작사/작곡자를 기재하지 않은 곡들은 모두 조지 마이클의 단독 작품.
- 1982년 Fantastic

1. "Bad Boys" – 3:19
2. "Ray Of Sunshine" – 4:43
3. "Love Machine" – 3:19 (Pete Moore, Billy Griffin)
4. "Wham! Rap (Enjoy What You Do)" – 6:41 (George Michael, Andrew Ridgeley)
5. "Club Tropicana" – 4:28 (George Michael, Andrew Ridgeley)
6. "Nothing Looks The Same In The Light" – 5:53
7. "Come On" – 4:24
8. "Young Guns (Go For It!)" – 3:55
- 1984년 Make It Big

1. "Wake Me Up Before You Go-Go" 3:50
2. "Everything She Wants" 5:01
3. "Heartbeat" 4:42
4. "Like a Baby" 4:12
5. "Freedom" 5:01
6. "If You Were There" (The Isley Brothers) 3:38
7. "Credit Card Baby" 5:08
8. "Careless Whisper" (George Michael, Andrew Ridgeley)
- 1985년 Music from the Edge of Heaven

1. "The Edge of Heaven" - 4:31
2. "Battlestations" - 5:25
3. "I'm Your Man (Extended Simulation)" - 6:53
4. "Wham Rap '86" - 6:33 (George Michael, Andrew Ridgeley)
5. "A Different Corner" - 4:30
6. "Blue (Live In China)" - 5:43
7. "Where Did Your Heart Go?" - 5:43
8. "Last Christmas (Pudding Mix)" - 6:44

## 편집 앨범
- 1986년 The Final
- 1987년 12" Mixes
- 1997년 If You Were There...The Best Of Wham!

## 비디오 앨범
- 1984년 Make It Big
- 1985년 Foreign Skies
- 1997년 If You Were There...The Best Of Wham!

## 영화
- 2023년 왬! (자료화면)